# Paris-Bourges 2011
Paris-Bourges 2011 est la 61e édition de la course cycliste française Paris-Bourges se déroulant le 6 octobre 2011 entre Gien (Loiret) et Bourges (Cher), sur une distance de 190,9 kilomètres.
La course fait partie du calendrier UCI Europe Tour 2011 en catégorie 1.1 et est remportée par l'Australien Mathew Hayman (Sky).

## Présentation

### Équipes
22 équipes sont au  départ de la course : six équipes UCI WorldTeam, onze équipes continentales professionnelles et cinq équipes continentales.
| ProTeams (6)- Ag2r La Mondiale - HTC-Highroad - Saxo Bank-Sungard - Team RadioShack - Vacansoleil-DCM - Sky ProCycling Équipes continentales professionnelles (11)- Team Europcar - Cofidis, le Crédit en Ligne - Saur-Sojasun - FDJ - Bretagne-Schuller - Landbouwkrediet - Topsport Vlaanderen-Mercator - Skil-Shimano - Veranda’s Willems-Accent - Team Type 1-Sanofi Aventis - NetApp Équipes continentales (5)- Big Mat-Auber 93 - Roubaix Lille Métropole - Vélo-Club La Pomme Marseille - Endura Racing - Differdange-Magic-SportFood.de |
| |

## Classement final
| \| Classement général \| Classement général \| Classement général \| Classement général \| Classement général \| \| Coureur \| Coureur \| Pays \| Équipe \| Temps \| \| ------------------ \| ------------------ \| ------------------ \| --------------------------- \| ------------------ \| \| 1er \| Mathew Hayman \| Australie \| Team Sky \| 4 h 30 min 29 s \| \| 2e \| Baden Cooke \| Australie \| Saxo Bank-Sungard \| + 0 s \| \| 3e \| Greg Henderson \| Nouvelle-Zélande \| Team Sky \| + 0 s \| \| 4e \| John Degenkolb \| Allemagne \| HTC-Highroad \| + 0 s \| \| 5e \| Julien Simon \| France \| Saur-Sojasun \| + 0 s \| \| 6e \| Alexandre Blain \| France \| Endura Racing \| + 0 s \| \| 7e \| Anthony Ravard \| France \| AG2R La Mondiale \| + 0 s \| \| 8e \| Romain Feillu \| France \| Vacansoleil-DCM \| + 0 s \| \| 9e \| Samuel Dumoulin \| France \| Cofidis, le Crédit en Ligne \| + 0 s \| \| 10e \| Christopher Sutton \| Australie \| Team Sky \| + 0 s \| |                    |                  |                             |                 |
| |                    |                  |                             |                 |
| |                    |                  |                             |                 |
| Classement général |                    |                  |                             |                 |
| Coureur | Coureur            | Pays             | Équipe                      | Temps           |
| 1er | Mathew Hayman      | Australie        | Team Sky                    | 4 h 30 min 29 s |
| 2e | Baden Cooke        | Australie        | Saxo Bank-Sungard           | + 0 s           |
| 3e | Greg Henderson     | Nouvelle-Zélande | Team Sky                    | + 0 s           |
| 4e | John Degenkolb     | Allemagne        | HTC-Highroad                | + 0 s           |
| 5e | Julien Simon       | France           | Saur-Sojasun                | + 0 s           |
| 6e | Alexandre Blain    | France           | Endura Racing               | + 0 s           |
| 7e | Anthony Ravard     | France           | AG2R La Mondiale            | + 0 s           |
| 8e | Romain Feillu      | France           | Vacansoleil-DCM             | + 0 s           |
| 9e | Samuel Dumoulin    | France           | Cofidis, le Crédit en Ligne | + 0 s           |
| 10e | Christopher Sutton | Australie        | Team Sky                    | + 0 s           |